# Гэндальф
Гэ́ндальф (др.-сканд. Gandalf; согласно «Приложению E» к «Властелину колец» правильное произношение имени — Га́ндалв, [ˈgɑːndɑːlv]) — один из центральных персонажей легендариума Джона Р. Р. Толкина, в частности, повести «Хоббит, или Туда и обратно» и романа «Властелин колец». Упоминается также в книгах «Сильмариллион», «Неоконченные предания Нуменора и Средиземья» и некоторых других работах Толкина. Гэндальф — волшебник, член Белого совета и участник Братства Кольца. Толкин взял имя «Гэндальф» из древнескандинавского «Каталога гномов» (Двергатала) в «Прорицание вёльвы».
Будучи волшебником и хранителем одного из трёх эльфийских колец, Гэндальф обладает огромной силой, но проявляет её не открыто, а, в основном, путём убеждения и воодушевления других. На северо-западе Средиземья он был известен как странствующий волшебник Гэндальф Серый. Его главной целью является противостояние Тёмному Властелину Саурону. Он обладает одним из трёх эльфийских колец — Нарья (Кольцо огня). Гэндальф запускает фейерверки для развлечения хоббитов Шира, а при необходимости использует огонь как магическое оружие. Будучи одним из Майар, он является бессмертным существом родом из Валинора, однако его физическое тело можно убить.
В повести «Хоббит, или Туда и обратно» Гэндальф помог 13 гномам и хоббиту Бильбо Бэггинсу в их походе к Одинокой горе, которую захватил дракон Смауг. Когда гномы и хоббит дошли до Лихолесья, Гэндальф покинул их, отправившись на собрание Белого совета, где было решено изгнать Некроманта (Саурона) из его крепости Дол Гулдур. Во время путешествия в пещерах Мглистых гор Бильбо нашёл волшебное кольцо. Белому совету с участием Гэндальфа удалось изгнать Саурона из Дол Гулдура, но во «Властелине колец» Гэндальф признался, что отступление Саурона было лишь уловкой, поскольку вскоре он вновь появился в Мордоре. После многих лет своего расследования Гэндальф пришёл к выводу, что кольцо Бильбо — это Единое кольцо (Кольцо Всевластья), и оно нужно Саурону, чтобы подчинить себе всё Средиземье. На Совете Элронда было создано Братство Кольца с Гэндальфом в качестве его неформального лидера, целью которого было уничтожение Кольца для победы над Сауроном. Гэндальф повёл членов Братства на юг через копи Мории, но погиб в битве с Балрогом. Затем его вновь отправили в Средиземье для завершения миссии, но уже в качестве Гэндальфа Белого. Он помогал противостоять Саурону и Саруману в Рохане, Гондоре и у Чёрных врат. После победы над Сауроном он короновал Арагорна, а затем навсегда покинул Средиземье и вернулся в Валинор.
Толкин однажды описал Гэндальфа как воплощение ангела. Позднее он, как и другие исследователи, сравнивали Гэндальфа со скандинавским богом Одином в его облике «Странника». Другие исследователи описывали Гэндальфа как фигуру-проводника, которая помогает главным героям, сравнимую с Кумской Сивиллой, которая помогала Энею в «Энеиде» Вергилия, или с самим Вергилием в «Божественной комедии» Данте Алигьери. Его воскрешение и возвращение в облике Белого сравнивали с преображением Иисуса Христа. Также его называли «пророком», олицетворяющим один из элементов тройственной функции Христа: «пророка», «священника» и «царя» (две другие функции олицетворяли Фродо и Арагорн).
Персонаж Гэндальфа появлялся в кино, на телевидении, радио, на сцене, в видеоиграх, музыке и мультфильмах, включая анимационный фильм Ральфа Бакши 1978 года. В кинотрилогии Питера Джексона «Властелин колец» (2001—2003) и последующей кинотрилогии «Хоббит» (2012—2014) его роль исполнил Иэн Маккеллен.

## История создания и возможные прототипы

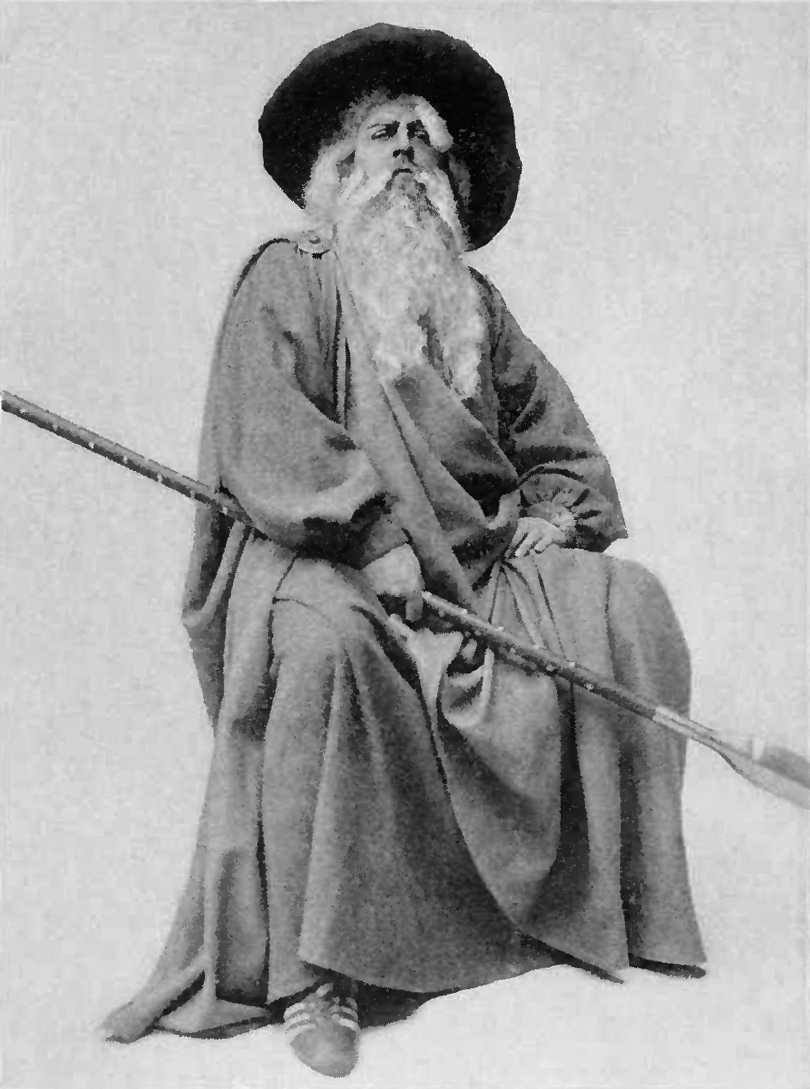
«О́дин в образе Путешественника», 1914

Гэндальф — архетипический мудрый волшебник, традиционная фигура в знакомой Дж. Р. Р. Толкину скандинавской и британской мифологии. Имя «Гэндальф», или, вернее, «Гандальв», позаимствовано из древненорвежской поэмы Dvergatal, где оно принадлежит одному из «нижних свартальвов» (гномов). В ранних набросках Толкина к «Хоббиту» Гэндальфом звали предводителя отряда гномов, и описывался он как невысокий «старик с посохом». В окончательной версии повести король наугрим получил имя Торин Дубощит, а Гэндальфом автор назвал волшебника, поскольку ранее избранное для этого персонажа имя Бладортин показалось ему слишком несерьёзным. Сыграла роль и расшифровка имени: gandr в переводе с древнескандинавского значит «посох», alfr — «альв» (эльф).
Прототипом внешности Гэндальфа стала швейцарская почтовая открытка под названием «Горный дух», на которой изображен бородатый старик в широкополой шляпе, кормящий с руки оленя. Дополнительное влияние мог оказать Вяйнямёйнен, старый и мудрый полубог и центральный персонаж финского фольклора и национального эпоса «Калевала» Элиаса Лённрота.

Открытка «Горный Дух», Мадленер, Йозеф

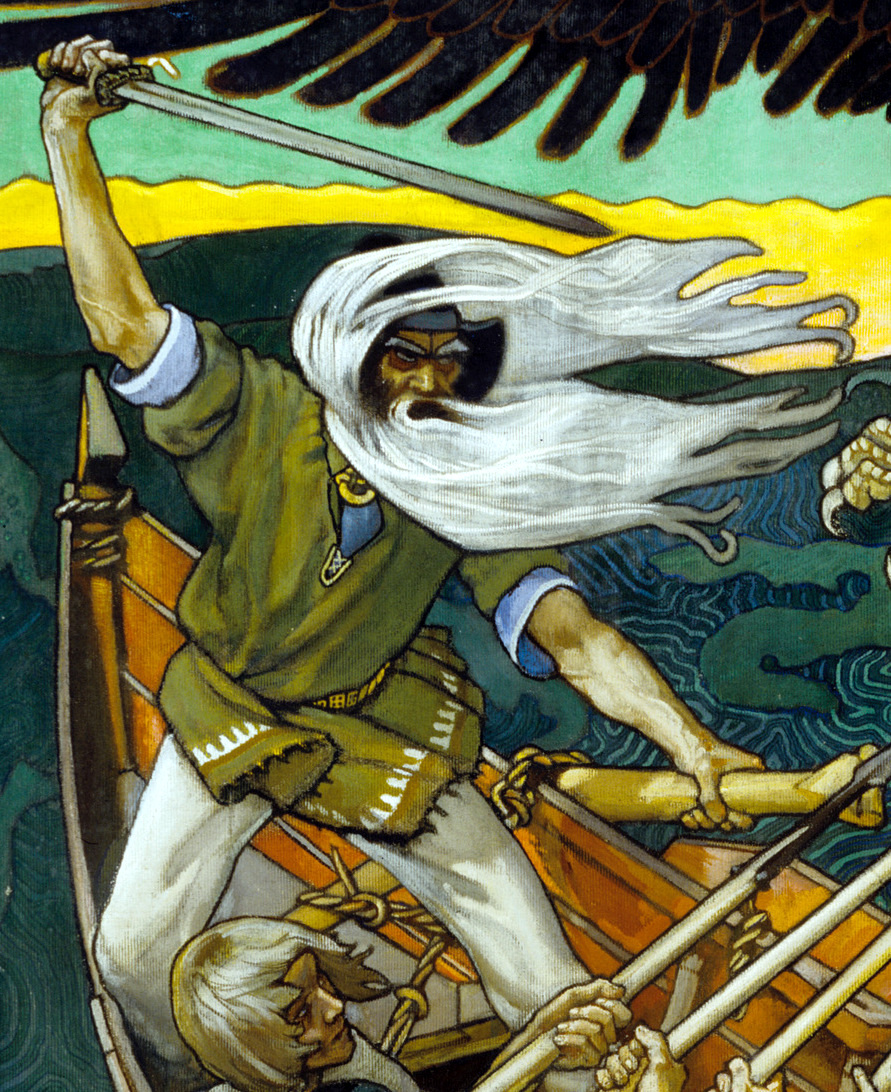
Вяйнямёйнен, изображенный Аксели Галлен-Каллела в «Обороне Сампо» (1896)

По мнению литературоведа Гарольда Блума, в образе Гэндальфа нашли отражение отдельные черты верховного скандинавского бога Одина. Это подтверждается в одном из писем Толкина, где он пишет, что представлял Гэндальфа «странником в духе Одина». Другие исследователи также сравнивают Гэндальфа с Одином в его облике «Путешественника» — старик с длинной белой бородой, в широкополой шляпе и с посохом. Кристоф Хобель, анализируя взаимосвязь между персонажами «Властелина колец» и шекспировской «Бури», доказывает, что некоторые атрибуты Гэндальфа роднят его с волшебником Просперо; оба этих персонажа воплощают своего рода европейский архетип мудрого мага. Мнение о сходстве образов Гэндальфа и Просперо разделяет и Джэнет Бреннан Крофт, указывающая также на явную взаимосвязь между Гэндальфом и Мерлином.
Согласно П. Дж. Миллер и Ричарду Фосси, авторам книги «Mapping the Catholic Cultural Landscape» («Чертя карту католического культурного ландшафта»), Гэндальф воплощает собой образ дарителя надежды, и в этом персонаже отчётливо проявились христианские воззрения Толкина.
В свою очередь, образ Гэндальфа изменил архетип и повлиял на образы позднейших персонажей. После громкого успеха «Властелина колец» в конце 1960-х годов этот персонаж фактически приобрёл культовый статус.

## Появление Гэндальфа в Средиземье
Настоящее имя Гэндальфа — Олорин. Иногда он появлялся среди эльфов, незримо или принимая облик одного из них, и делился с ними мудростью или прекрасными видениями. Ибо много времени представитель духов-майар Олорин проводил в Лориэне, садах Валы Ирмо, в честь которых были названы леса Лотлориэна в Средиземье.
Олорин также часто бывал в залах Ниэнны, что находились далеко на западе у границ мира. У неё Олорин научился терпению и состраданию. Но чаще Олорина связывают с Манвэ и Вардой, ведь именно они послали его в Средиземье около 1000 года Третьей Эпохи. В числе прочих мудрецов-Истари он был избран советом Валар для отправки в Средиземье на помощь эльфам и людям и для противостояния Саурону, новоявленному Тёмному Властелину. Олорин поначалу отказывался от тяжелого поручения, но вскоре уступил воле Манвэ. В Средиземье он был известен под множеством имён, в том числе и как Гэндальф Серый. Хранитель Нарья, одного из Трёх Эльфийских Колец, вверенного ему эльфом Кирданом Корабелом по прибытии в Средиземье.
Гэндальф стал наиболее известен, странствуя по Средиземью и заводя знакомство с разными народами, помогая им советом. В разных частях света он получил много разных прозвищ, заменивших ему имя:
«У меня много имён в разных странах. Митрандир среди эльфов, Таркун среди гномов; в юности на давно забытом Западе я был Олорином, на юге — Инканус, на севере — Гэндальф, а на востоке я не бываю».

## Литературная биография

### Разведка в Дол-Гулдуре, поход к Одинокой Горе и начало Войны Кольца
Около 1100 года Третьей Эпохи маги-истари и лидеры эльфов узнали, что некая пришедшая с Востока злая сила построила крепость Дол Гулдур на юге Лихолесья. Тогда они думали, что это один из девяти назгулов.
Но упавшая на лес огромная магическая тень росла, и к 2060 году Мудрые начали опасаться, что это мог быть сам Саурон, который был повержен в конце Второй Эпохи, и дух которого скрылся на Востоке. В 2063 году Гэндальф Серый отправился в Дол Гулдур, чтобы выяснить это, но Саурон бежал и вновь скрылся на Востоке.
Бдительный Мир длился до 2460 года, когда Саурон вернулся в Дол Гулдур с возросшими силами. Три года спустя был созван Белый Совет. Главой Совета стал Саруман Белый, который был также главой Ордена Магов. Эльфийская королева Лориэна Галадриэль хотела, чтобы главой Совета стал Гэндальф, но он отказался, так как не хотел заниматься чем-либо, кроме своей истинной миссии в Средиземье. Гэндальф тайно вернулся в Дол Гулдур в 2850 году и в одной из темниц нашел умирающего в заточении от пыток короля Эребора в изгнании Траина Второго, отца Торина Дубощита. Перед смертью потомок Дурина Бессмертного отдал Гэндальфу нарисованную дедом Торина Трором карту Одинокой Горы и ключ от тайной двери. Маг Гэндальф убедился, что владелец Дол Гулдура Некромант и есть Саурон, и попытался убедить Белый Совет предпринять какие-либо действия, но Саруман убедил магов и эльфов ждать и наблюдать.
Несмотря на слова главы Ордена, Гэндальфа тревожило присутствие Саурона в Дол-Гулдуре. Он опасался, что Тёмный Владыка использует захватившего Одинокую Гору и изгнавшего оттуда короля гномов Трора дракона Смауга в своих целях, что позволит самому Саурону напасть на Ривенделл, Шир и Лотлориэн.
В марте 2941 года Гэндальф случайно встретился в трактире людского поселения Бри с сыном Траина Второго Торином Дубощитом. Торин хотел вернуть Одинокую Гору, и Гэндальф увидел в этом возможность избавить север Средиземья от угрозы дракона. Вместе они разработали план. Торин собрал отряд из 12 Гномов, преимущественно, своих родственников, а Гэндальф выбрал хоббита по имени Бильбо Бэггинс, чтобы тот стал четырнадцатым членом отряда. Однако в этом плане магу пришлось столкнуться с трудностями. Когда маг явился в Бэг Энд в конце апреля 2941 года, он увидел своими собственными глазами, что Бильбо поселился в комфортной норе и не проявляет интереса к приключениям.
Очень неохотно, но Бильбо согласился стать взломщиком для Торина. Затем Гэндальф сопроводил Отряд Торина в Ривенделл. Во время путешествия в пещере каменных Троллей Гэндальф нашёл меч короля Гондолина Тургона, известный как Гламдринг, который носил всю свою жизнь. Гэндальф помог Отряду Торина пересечь Туманные Горы, несколько раз спасая их от орков и других бедствий. Именно там Бильбо получил «волшебное кольцо». Поначалу Бильбо утверждал, что «выиграл» его у существа по имени Голлум, пока отряд был в подземных пещерах Туманных Гор. Когда Бильбо надевал Кольцо, оно делало его невидимым. Хоббит продолжал хранить Кольцо в тайне от Гэндальфа на протяжении некоторого времени. Перед завершением похода на окраине Лихолесья Гэндальф оставил отряд, хотя сам поход Торина был затем успешно завершён: дракон Смауг, уничтожив своим огнем Эсгарот, пал от стрелы Барда Лучника, а орки и варги из Туманных Гор были побеждены в Битве Пяти Воинств союзом, состоящим из гномов Железных Холмов, людей Эсгарота и эльфов Лихолесья. В конце лета 2941 года как раз во время Торинова похода вновь собрался Белый Совет, принявший решение — атаковать Дол Гулдур. Втайне от Гэндальфа и остальных членов Белого Совета Саурон готовился к предстоящему уходу из своего временного укрытия и во время атаки эльфов и магов на Дол-Гулдур отступил в Мордор, где его ждали Девять Назгулов.
В волшебном кольце, найденном Бильбо, Гэндальф заподозрил Кольцо Всевластия. В 3001 году он заставил Бильбо расстаться с Кольцом и передать его на сохранение племяннику Фродо. А в 3018 г., обнаружив на Кольце характерные письмена на Чёрном Наречии и сверившись с описаниями в архивах Гондора, Гэндальф убедил Фродо отнести Кольцо в Ривенделл, обитель эльфов. Сам же он отправился на встречу с Саруманом — главой ордена Истари в Изенгард. На встрече между магами вспыхнул конфликт: Саруман сам хотел завладеть Кольцом и использовать его для достижения власти. Он также уговаривал Гэндальфа пойти на мир с Сауроном. Когда возмущённый Гэндальф отказался выдать Саруману местонахождение Кольца, Саруман заточил его на вершине башни Ортханка. Оттуда Гэндальфа спас Гваихир — предводитель гигантских орлов Манвэ, присланный его другом, третьим истари, Радагастом Бурым.
Прибыв на совет в Ривенделл, Гэндальф рассказал о предательстве Сарумана и согласился возглавить Братство Кольца, отряд, который должен отнести Кольцо к жерлу вулкана Ородруин и уничтожить его. Гэндальф попытался провести своих спутников через подземелья бывшего гномьего государства Мории, где отряд столкнулся с одним из выживших демонов Мелькора — балрогом. В бою с ним волшебник упал с Морийского моста в пропасть, и спутники продолжили путь без него, решив, что Гэндальф погиб. Но так как Гэндальф — дух — майа, окончательно умереть он не мог, его фэа (душа) унеслась в Чертоги Безвременья. Однако Эру Илуватар решил вернуть его назад, поскольку свою задачу маг выполнить не успел.

#### Низложение Сарумана и финал Войны Кольца
Гэндальфу было дано право занять место падшего Сарумана во главе ордена и отныне он стал именоваться Гэндальфом Белым. Он присоединился к освободительной борьбе народа Рохана против орков Сарумана и привёл подкрепление в ключевой момент в Битве за Хельмову Падь. После чего, встретившись с Саруманом Белым в Изенгарде, изгнал его из ордена Истари и сломал его посох.
Отправившись в Гондор, Гэндальф помог наместнику Дэнетору II организовать оборону Минас-Тирита, а после самоубийства Дэнетора II он фактически возглавлял оборону столицы Гондора. Приход подкреплений из Рохана и войска дунэдайн, приведённого Арагорном, наследником Исилдура, а также гибель предводителя вражеского войска Короля-Чародея позволили выиграть битву у стен города. Однако, понимая, что главное — это уничтожение Кольца, Гэндальф вместе с Арагорном во главе небольшого войска Запада двинулся к Чёрным Вратам Мордора, дабы отвлечь внимание Тёмного Властелина на себя. После того как Фродо и Сэм при невольной помощи Голлума уничтожили Кольцо, а Саурон исчез, короновал Арагорна как короля Арнора и Гондора.
Таким образом, миссия, с которой орден Истари был послан в Средиземье, была выполнена до конца именно усилиями Гэндальфа. 29 сентября 3021 года Т. Э. он вместе с Бильбо, Фродо, Галадриэль и Элрондом взошёл в Серой Гавани на борт корабля Кирдана Корабела и возвратился в Валинор.

## Интересные факты
- В Новой Зеландии, где проходили съёмки экранизации трилогии Толкина, был выпущен набор монет с изображением персонажей «Властелина колец», включая монету достоинством в пятьдесят центов с изображением Гэндальфа[13][14][15].
- Имя Гэндальф, согласно авторской этимологии, на вымышленном языке вестрон обозначает «эльф с посохом». Предположительно, имя Гэндальф составлено из двух корней[источник не указан 4138 дней]: Ганд-(gand) + -альфр(alfr). Gand в древнеисландском означало «нечто сомнительное», «заколдованная вещь или предмет, используемый колдуном». Гандальфр (gandalfr) — «волшебник», «заколдованный демон» (альфр)[источник не указан 4138 дней]. С другой стороны, gandr означает «магический посох»[источник не указан 4138 дней]. Таким образом, как и многие другие имена и названия в «Хоббите», Гэндальф — не столько имя, сколько описание носителя этого имени[16]
- Персонаж в исполнении Маккеллена занял 30 место (03.04.2016) в списке 100 величайших персонажей кино по версии журнала Empire[17].
- Первоначально на роль Гэндальфа были приглашены Шон Коннери и Патрик Стюарт, однако оба отказались[18][19]. Питер Джексон видел исключительно Коннери в роли Гэндальфа, поэтому он убедил продюсеров фильма предложить Коннери гонорар в размере $10 млн и 15 % от суммы кассовых сборов данного фильма и всех сиквелов, но Коннери отказался, заявив, что «не понял сценария» (если бы Коннери согласился сниматься в роли Гэндальфа в трилогии, то получил бы самый большой гонорар в истории кино — около $400 млн).[20]